# Demografia da Espanha

Densidade populacional na Espanha, em 2018.

Em janeiro de 2020, a população da Espanha era de 47 163 418 de pessoas, um aumento de 0,9% se comparado com 2022. O The World Factbook (2011) dá ao povo espanhol uma descrição racial "composta de tipos  mediterrâneo e nórdico" na questão "grupos étnicos" ao invés de um desmiuçado quadro de composição étnica. Isto reflete a formação do moderno Reino da Espanha pelo acréscimo de várias pequenas nações ibéricas, como os reinos de Leão, Castela, Navarra, a Coroa de Aragão e o Reino Nacérida de Granada.
Oficialmente, a população espanhola chegou ao seu auge em 2019, ao somar mais de 47 milhões de pessoas. No começo da década de 2010 a população espanhola caiu um pouco, muito devido a um êxodo de 206 000 pessoas em 2013, devendo-se principalmente ao fato de muitos imigrantes terem retornando aos seus países de origem devido a crise econômica e fiscal que atingiu a Espanha no começo da década de 2010. Sua densidade populacional, de 91,4 pessoas por quilômetro quadrado, é uma das mais baixas na Europa Ocidental. Com exceção da capital Madri, a maioria dos grandes centros populacionais estão na região costeira. A população espanhola dobrou de tamanho no século XX, mas este padrão logo começou a cair. Houve também um grande êxodo rural, do interior para as cidades industriais. Outro fator da queda populacional foi um declínio no número de nascimentos. A taxa de fertilidade da Espanha já foi 1,47, uma das menores da União Europeia, mas cresceu levemente nos últimos anos. A taxa de natalidade no país cresceu nos últimos 10 anos de 9,10 nascimentos por 1 000 habitantes, em 1996, para 10,9 em 2006.
A Espanha não tem religião oficial. A Constituição espanhola de 1978, contudo, confirma a influência da Igreja Católica e reconhece o "papel da religião na sociedade". Em 2018, 68,5% da população se considerava católica, 26,4% se viam como irreligiosos ou ateus, e 2,6% são de outra religião. Entre os que acreditam em Deus, 59% dizem que não atendem a serviços religiosos, em contraste com 16,3% que afirmam ir na igreja ao menos uma vez por semana. Ideais de secularismo tem subido em número nos últimos anos, especialmente entre os mais jovens.

## População
Uma estimativa de 2018 afirma que a população da Espanha seria de aproximadamente 46 700 000 pessoas, sendo que 41 milhões (ou perto de 88%) se consideram "espanhóis". Contudo, definição de etnia ou nacionalidade na Espanha é politicamente carregado. O termo "povo espanhol" (pueblo español) é definido na constituição de 1978 como "soberania nacional", como os cidadãos do Reino da Espanha. A mesma constituição diz em seu preâmbulo sobre os "povos e nacionalidades da Espanha" (pueblos y nacionalidades de España) e seu respeito por suas culturas, tradições, línguas e instituições.
Cidadãos natos espanhóis compreendem aproximadamente 88% da população, com os outros 12% sendo de imigrantes (ou 5,7 milhões de pessoas). Dentre a população imigrante, cerca de 57% vem das antigas colônias espanholas na América Latina (incluindo Cuba, Argentina, Equador, Porto Rico, Chile e Uruguai), além das Plazas de soberanía e as Filipinas. Recentemente, houve um acentuamento no número de imigrantes da África (especialmente do Magrebe e da região subsariana, mais notavelmente marroquinos, argelinos, senegaleses, nigerianos e camaroneses) e do Oriente Médio (especialmente libaneses e sírios). O resto vem da Europa, mais notavelmente do leste (como romenos, búlgaros, russos, sérvios, ucranianos e albaneses). Da Ásia, a vinda de imigrantes de países como Paquistão, Índia e China também tem sido comum. Dos países da União Europeia, em 2007, há muitos romenos, búlgaros, britânicos, portugueses e poloneses.

### Áreas metropolitanas
As mais importantes em 2005 são:

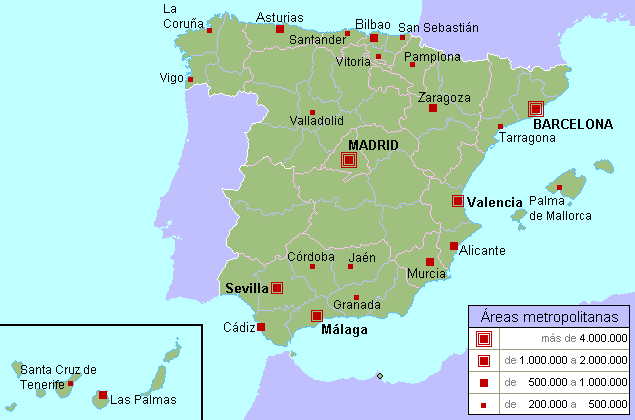
Áreas metropolitanas mais importantes da Espanha

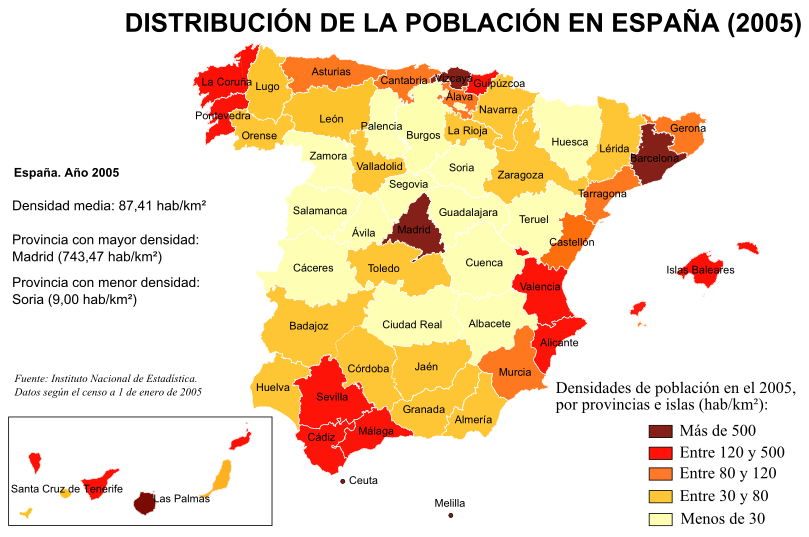
Densidade populacional da Espanha (2005)

1. Área metropolitana de Madrid 5.843.041
2. Área Metropolitana de Barcelona 4.686.701
3. Área Metropolitana de Valência 1.623.724
4. Área Metropolitana de Sevilha 1.317.098
5. Área Metropolitana de Málaga 1.074.074
6. Área Metropolitana de Bilbau 947.581
7. Área Metropolitana das Astúrias (Gijón-Oviedo) 855.199
8. Área Metropolitana de Alicante-Elche 711.215
9. Área Metropolitana de Saragoça 683.763
10. Área Metropolitana de Las Palmas de Gran Canaria 616.903
11. Área Metropolitana da Baía de Cádiz (Cádiz-Jerez de la Frontera) 615.494
12. Área Metropolitana de Murcia 563.272
13. Área Metropolitana de Palma de Mallorca 474.035
14. Área Metropolitana de Granada 472.638
15. Área Metropolitana de Vigo 423.821
16. Área Metropolitana de Santa Cruz de Tenerife 420.198
17. São Sebastião 399.125
18. A Corunha 396.015
19. Área Metropolitana de Valladolid 383.894
20. Área Metropolitana de Tarragona 375.749
21. Área Metropolitana de Córdoba 321.164
22. Área Metropolitana de Pamplona 309.631

## Sistema educacional
Mais ou menos 70% da população estudante vai à escolas e universidades públicas. Os outros vão à privadas, na maioria operadas pela Igreja Católica.
A educação começa com a escola primária para as idades de 6 até 14 anos. É grátis em todas as escolas públicas e até em algumas particulares que recebem subsídios do governo. Depois os estudantes atendem à escola secundária oferecendo um diploma geral do colegial ou uma escola de educação profissional oferecendo um programa de treinamento vocacional. A universidade espanhola oferece graduações e pós-graduações em todas as áreas e escolas superiores técnicas oferecem programas em engenharia, arquitetura e outras áreas de especialização técnica.

## Indicadores estatísticos
População:

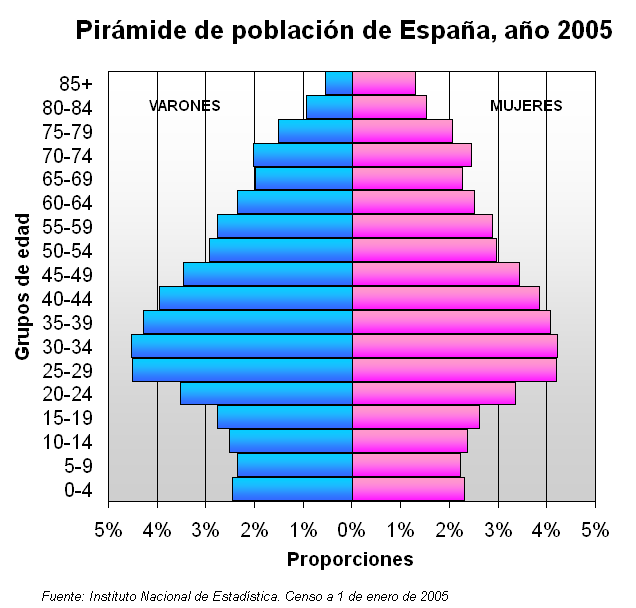
Pirámide das edades da Espanha (2005)

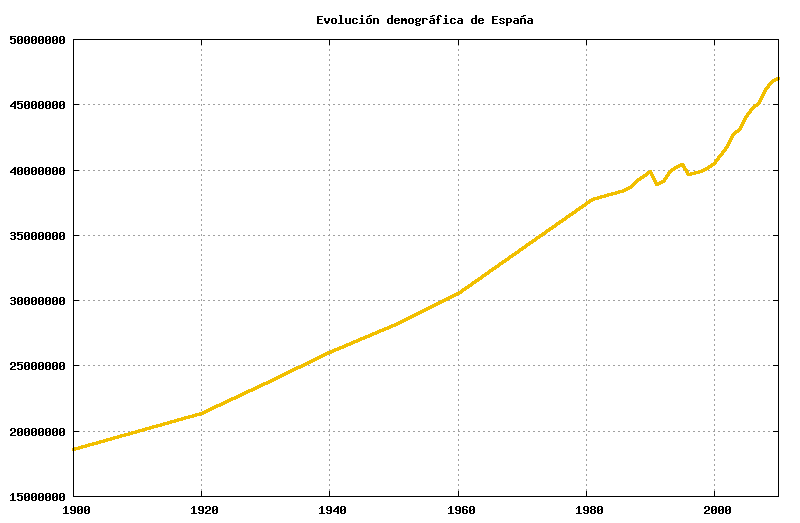
Evolução demográfica da Espanha entre 1900 e 2005

44.144.166 (1 de Janeiro de 2007 est.)
Estrutura etária (2000 est.):

0-14 anos:
15% (homem 3,046,379; mulheres 2,866,712)

15-64 anos:
68% (homem 13,702,947; mulheres 13,618,766)

65 anos e mais:
17% (homem 2,830,607; mulheres 3,931,260) (2000 est.)
Crescimento populacional:
2,1% (2003 est.)
Taxa de nascimento:
10.5 nascimentos/1,000 população (2003 est.)
Taxa de mortalidade:
9.16 morte/1,000 população (2000 est.)
Taxa de migração:
0.88 migrante(s)/1,000 população (2000 est.)
Proporção sexual:

no nascimento:
1.07 homem(ns)/mulher

abaixo de 15 anos:
1.06 homem(ns)/mulher

15-64 anos:
1.01 homem(ns)/mulher

65 anos e mais:
0.72 homem(ns)/mulher

total populacional:
0.96 homem(ns)/mulher (2000 est.)
Taxa de mortalidade infantil:
4.99 mortes/1,000 nascimentos vivos (2000 est.)
Expectativa de vida à data de nascimento:

total populacional:
78.79 anos

homem:
75.32 anos

mulher:
82.49 anos (2000 est.)
Taxa de fertilidade:
1.15 crianças nascidas/mulher (2000 est.)
Nacionalidade:

substantivo:
Espanhol

adjetivo:
Espanhol
Grupos étnicos:
- Nativos: composto de tipos mediterrânicos e nórdicos;
- Estrangeiros: composto heterogêneo de etnias não-brancas.

Religiões: 2013
- Católica - 66,3%
- Agnósticos e ateus - 18,5%
- Islã - 4%
- Judeus - 1%

Línguas:
- Castelhano (oficial) - 88% (como língua nativa)
- Catalão - 16% (co-oficial na Catalunha, Ilhas Baleares e Comunidade Valenciana)
- Galego - 7% (co-oficial na Galiza)
- Basco - 1,6% (co-oficial no País Basco).
- Aranês (uma variante do occitano) é co-oficial no Vale de Aran, um pequeno vale nos Pirenéus catalães.

Alfabetização:

definição:
acima de 15 anos podem ler e escrever

total populacional:
97%

homens:
ND%

mulheres:
ND%

### Imigração
A população estrangeira em Espanha em 2007 cifrava-se em 4.144.166, um incremento de 11,1% em relação ao ano anterior. Este valor representa 9,3% dos 44.708.964 habitantes em Espanha.
A comunidade marroquina, com 563 mil residentes, é a mais numerosa, seguindo-se os equatorianos (461 mil), romenos (407 mil) e britânicos (274 mil), colombianos (265 mil), alemães (150 mil), argentinos (150 mil), bolivianos (140 mil), italianos (115 mil), chineses (105 mil), búlgaros (101 mil), peruanos (96 mil), franceses (90 mil) e portugueses (80 mil). Os paquistaneses são 40 mil.